# مراقبت‌های دوران بارداری
مراقبت‌های دوران بارداری (به انگلیسی: Prenatal care) شامل یک سری مراقبت‌های طبی و بهداشتی می‌باشد. در طی بررسی‌ها و چکاپ‌ها، اطلاعات طبی به خانم باردار داده می‌شود، در مورد تغییرات بیولوژیک و مراقبت‌های تغذیه ای مثل دریافت کافی ویتامین‌ها. مراقبت‌های طبی روتین شامل غربالگری دوران بارداری و اقدامات تشخیصی می‌باشد که در کاهش خطر مرگ مادر یا سقط و همین‌طور نقائص زمان تولد، وزن کم زمان تولد و عفونت‌ها نقش دارد.
سازمان بهداشت جهانی توصیه می‌کند که خانم‌های باردار می‌بایست ۴ ویزیت قبل از بارداری داشته باشند تا مشکلات به وجود آمده درمان شود و ایمنی سازی لازم هم انجام شود.
مراقبت‌های پره ناتال معمول اکثراً شامل موارد زیر است:
- ویزیت‌های ماهانه در طی دو تریمستر (تریمستر یعنی ۳ ماههٔ بارداری) اول (از هفتهٔ ۱ تا ۲۸)
- ویزیت چهارم از هفتهٔ ۲۸ ام تا ۳۶ ام بارداری
- ویزیت‌های هفتگی بعدی از ۳۶ هفتگی تا زمان زایمان (وضع حمل از هفتهٔ ۳۸ ام تا ۴۲ ام بارداری)
- ارزیابی نیازهای پره ناتال و بررسی وضعیت خانواده

معاینات بالینی معمولاً شامل موارد زیر است:
- شرح حال طبی مادر
- بررسی فشار خون مادر
- وزن و قد مادر
- معاینهٔ لگنی
- کنترل ضربان قلب جنین با روش داپلر
- آزمایشات خون و ادرار برای مادر

سونوگرافی زمان بارداری معمولاً در تریمستر دوم در حدود هفتهٔ ۲۰ ام انجام می‌شود. سونوگرافی نسبتاً بی خطر است. سونوگرافی در موارد زیر هم کاربرد دارد:
- تشخیص بارداری (ناشایع)
- بررسی چند قلویی
- ارزیابی خطرات احتمالی برای مادر (مثل سقط، بارداری نابجا و بارداری مولار)
- بررسی ناهنجاری‌های جنینی (مثل اسپینا بیفیدا، شکاف کام)
- تعیین عقب ماندگی رشد داخل رحمی
- بررسی نمو بخش‌های مختلف بدن جنین مثل قلب، مغز، کبد، معده، جمجمه و سایر استخوان‌ها
- بررسی مایع آمنیوتیک و بندناف از نظر مشکلات احتمالی
- تعیین زمان وضع حمل

معمولاً سونوگرافی در موارد شک به ناهنجاری یا بر اساس برنامه ای مشابه برنامه زیر انجام می‌شود:
- هفتهٔ ۷ ام: تأیید بارداری، اطمینان از این که بارداری نابجا یا مولار وجود ندارد.
- هفتهٔ ۱۳ تا ۱۴ (برخی نواحی): ارزیابی احتمالی سندرم داون
- هفتهٔ ۱۸ تا ۲۰
- هفتهٔ ۳۴ ام (برخی نواحی): ارزیابی اندازه و تعیین وضعیت جفت